# Pagliazzo
Pagliazzo (italienisch; Plural Pagliazzi) war ein altes Ölmaß auf einigen Ionischen Inseln. Es war die kleinere Einheit des Barill, auch in der Schreibweise Barile.
Auf der Insel Ithaka war
- 1 Barill = 13 Pagliazzi
- 1 Seccha = 1/6 Barill  = 572 2/5 Pariser Kubikzoll

Auf der Insel Kefalonia wurde der Barill so geteilt:
- 1 Barill = 9 Pagliazzi
- 1 Barill = 64,5 Liter